# آلفرد ویلسون (قایقران روئینگ)
آلفرد ویلسون (انگلیسی: Alfred Wilson; ۳۱ دسامبر ۱۹۰۳ – ۲۷ اکتبر ۱۹۸۹) قایقران روئینگ اهل ایالات متحده آمریکا بود.